# Ория (Кампания)
Вижте пояснителната страница за други значения на Ория.
О̀рия (на италиански: Orria) е село и община в Южна Италия, провинция Салерно, регион Кампания. Разположено е на 540 m надморска височина. Населението на общината е 1195 души (към 2010 г.).